# Christian August Egeberg
Christian August Egeberg, född 5 augusti 1809 i Kristiania (nuvarande Oslo), död 6 juni 1874 i Bærum, var en norsk kirurg. Han var far till Theodor Christian Egeberg.
Egeberg blev student 1827, avlade medicinsk ämbetsexamen 1833, tjänstgjorde 1834–53 som militärläkare och ägnade sig därefter uteslutande åt enskild praktik.
Egeberg gav upphovet till de skandinaviska naturforskarmötena. På hans föranstaltande samlades nämligen för första gången (i Göteborg 1839) naturforskare och läkare från alla de skandinaviska länderna.